# Slava! A Political Overture
Slava! A Political Overture for Orchestra è una composizione orchestrale di Leonard Bernstein. 

## Storia
Slava! A Political Overture è stata scritta per il concerto inaugurale della prima stagione di Mstislav Rostropovich alla guida della National Symphony Orchestra nel 1977.  La prima esecuzione è avvenuta l'11 ottobre 1977, sotto la direzione di Rostropovich stesso. Il titolo del brano deriva dal soprannome con cui Rostropovich era conosciuto dai suoi amici, "Slava" (da Mstislav). Nel brano c'è un riferimento anche a Pooks (il cane del violoncellista), il cui nome viene declamato prima della sezione in 7/8, nel punto in cui il woodblock suona da solo. Anche se non è scritto nella partitura, solitamente questa prassi esecutiva viene rispettata.
La critica ha accolto positivamente il brano.

## Struttura
I due temi principali sono basati su "The Grand Old Party" e "Reaharse!" dal musical 1600 Pennsylvania Avenue, che venne rappresentato a Broadway per sole 7 repliche. Durante il brano un nastro magnetico riproduce le voci di Bernstein, Michael Wager, Adolph Green e Patrick O'Neal che inscenano un comizio politico, arricchito da boati di folla in acclamazione. 
La prima parte dell'overture è la fanfara, basata su "The Grand Old Party", che è essenzialmente in tempo 7/4. Il secondo tema, basato su "Rehearse!" è in un più vivace 7/8. A queste segue la sezione con il nastro magnetico, e i due temi vengono poi ripresentati nell'ordine inverso. Nella conclusione i professori d'orchestra urlano "Sla-va!" per poi terminare in fff.
Un ulteriore riferimento e omaggio a Rostropovich avviene con un'ingegnosa citazione dal Boris Godunov di Mussorgsky, affidata ai tromboni. Nell'originale di Mussorgsky, proprio nella scena dell'incoronazione da cui è tratta la citazione, il coro pronuncia nel testo più volte la parola "slava!" (gloria in russo).

## Strumentazione
L'organico previsto per l'esecuzione è particolarmente ampio, come spesso prevedono le composizioni di Bernstein. La strumentazione completa è la seguente: ottavino, 2 flauti, 2 oboi, corno inglese, 2 clarinetti, clarinetto basso, clarinetto in mi bemolle, sax soprano, 2 fagotti, controfagotto, 4 corni, 3 trombe, 3 tromboni, tuba, timpani, rullante, tamburo, grancassa, campane tubolari, piatti, glockenspiel, raganella, fischietto, tubo d'acciaio, tamburello, triangolo, vibrafono, xilofono, marimba, frusta, woodblock, chitarra elettrica, pianoforte, nastro magnetico e archi.
Successivamente il brano è stato arrangiato per banda da Clare Grundman. In tale versione non è previsto l'uso del nastro magnetico.